# Scaptia berylensis
Scaptia berylensis (sin. Diatomineura crocea, Taylor 1917) é um inseto da família Tabanidae